# Reinas al rescate
Reinas al rescate es un programa de televisión español de temática LGBT producido por Atresmedia. La primera temporada se estrenó el 10 de julio de 2022.

## Argumento
En este programa varias drag queens viajan a distintos pueblos y municipios de España para ayudar a distintas personas LGBT y dar visibilidad a este colectivo más allá de las grandes ciudades. Las reinas tratarán con gente que necesita ayuda en diferentes aspectos de su vida y ofrecerán consejo para dar solución a sus problemas.

## Reparto
El reparto principal está compuesto por:
- Supremme de Luxe
- Estrella Xtravaganza
- Pupi Poisson
- Sharonne

## Episodios
| N.º | Título                                 | Fecha de emisión original |
| --- | -------------------------------------- | ------------------------- |
| 1 | «Hugo en Roda de Barà»                 | 10 de julio de 2022       |
| Hugo se ha identificado como chico desde pequeño y, a pesar de que su familia le dejó expresarse libremente, al llegar la adolescencia intentaron feminizar su imagen. Confesar a sus progenitores que es un chico trans se volvió una pesadilla durante años. Le gustaría que las reinas pudieran ayudarle a dar fin a la disputa con su padre y a recuperar su autoestima. |                                        |                           |
| 2 | «Jordi en Benilloba (Alicante)»        | 21 de agosto de 2022      |
| Jordi es abiertamente gay, y vive feliz en el pueblo donde desde siempre su entorno lo ha aceptado. No obstante, no se encuentra totalmente feliz ya que lleva años sin atreverse a confesar algo que solo su madre conoce: es portador de VIH indetectable. Esta situación le hace sentirse de nuevo en el armario y le dificulta encontrar pareja. Querría que las reinas le ayudasen a comunicar su enfermedad sin que eso suponga el rechazo de todo el mundo. |                                        |                           |
| 3 | «Claudia y Virginia en Linares (Jaén)» | 18 de septiembre de 2022  |
| Claudia y Virginia son dos hermanas homosexuales que están hartas de vivir en Linares, un pueblo poco acogedor donde se boicotean sus iniciativas, donde no pueden salir de ambiente y hallar espacios seguros para el colectivo LGTBIQ+. Quieren que las reinas las ayuden a concienciar a la población de la importancia de vivir en una sociedad inclusiva. Con ellas estará su amiga Bianca, una chica trans que se vio obligada a dejar el pueblo para no someterse a agresiones; así como David, el propietario de un bar que también ha sufrido acoso por ser el anfitrión de una fiesta de celebración del Orgullo LGBT+. |                                        |                           |
| 4 | «Llorenç en Cálig (Castellón)»         | 23 de octubre de 2022     |
| Los años de acoso que sufrió en la escuela y el instituto, junto con la falta de apoyo en su hogar, lo llevaron a tomar la decisión de dejar su pueblo. Ahora, regresa a Cálig con la intención de poder expresar abiertamente su identidad no binaria, aunque esto pueda poner en riesgo aún más su relación con sus padres. Mantiene la esperanza de que las Reinas al Rescate lo ayuden a reconciliarse tanto con su pasado como con el lugar en el que creció. En el escenario, estará acompañado por su padre, Lorenzo, y Salva, quien fue el primer miembro de la comunidad gay en hacer pública su orientación sexual en el pueblo. |                                        |                           |
| 5 | «Kande en Landete (Cuenca)»            | 20 de noviembre de 2022   |
| A pesar de haber reconocido su identidad como una persona trans no binaria y haber comunicado su preferencia por pronombres masculinos hace tiempo, en su pueblo y ante su madre, aún es conocido como Candela. Agobiado por la sensación de que nadie lo reconoce verdaderamente, busca la ayuda de las reinas para "liberarse de la identidad de Candela" y comenzar a vivir con autenticidad y respeto en su entorno. En el escenario, estará acompañado por su madre, Josefa, si ella está dispuesta a aceptar que ya no tiene una hija, y su gran amiga Angelita, quien, a pesar de haber estado siempre presente en su vida, jamás se imaginaría lo que está a punto de revelarle. |                                        |                           |
| 6 | «José Antonio, en Campaspero»          | 11 de diciembre de 2022   |
| José Antonio es homosexual y está viviendo con el VIH, sin embargo, nunca ha logrado aceptarse plenamente debido a la falta de apoyo tanto en su comunidad local como en su hogar. Su familia está presente en su vida, pero su orientación sexual y su condición médica son temas delicados que nadie se atreve a mencionar. De hecho, su comunicación con su padre y hermano es prácticamente inexistente. Se siente solo y lleno de inseguridades, incapaz de enfrentar los juicios y chismes de sus vecinos. La única vez que experimenta felicidad es cuando actúa como transformista en Valladolid. Su deseo es que las drag queens lo ayuden a restablecer la relación con su familia, recuperar su confianza y vivir en Campaspero con la libertad que anhela. En un giro inesperado, su hermano Rubén se unirá a él en el escenario, y también estará acompañado por su prima Alicia, una mujer transgénero que vive en la misma localidad y disfruta de la aceptación y libertad que él busca. |                                        |                           |